# District d'Uherské Hradiště
Le district d'Uherské Hradiště (en tchèque : okres Uherské Hradiště) est un des quatre districts de la région de Zlín en Tchéquie. Son chef-lieu est la ville de Uherské Hradiště.

## Liste des communes
Le district compte 78 communes, dont 7 ont le statut de ville (město, en gras) et 3 ont le statut de bourg (městys, en italique) :
Babice •
Bánov •
Bílovice •
Bojkovice •
Boršice u Blatnice •
Boršice •
Břestek •
Březolupy •
Březová •
Buchlovice •
Bystřice pod Lopeníkem •
Částkov •
Dolní Němčí •
Drslavice •
Hluk •
Horní Němčí •
Hostějov •
Hostětín •
Hradčovice •
Huštěnovice •
Jalubí •
Jankovice •
Kněžpole •
Komňa •
Korytná •
Košíky •
Kostelany nad Moravou •
Kudlovice •
Kunovice •
Lopeník •
Medlovice •
Mistřice •
Modrá •
Nedachlebice •
Nedakonice •
Nezdenice •
Nivnice •
Ořechov •
Ostrožská Lhota •
Ostrožská Nová Ves •
Osvětimany •
Pašovice •
Pitín •
Podolí •
Polešovice •
Popovice •
Prakšice •
Rudice •
Salaš •
Slavkov •
Staré Hutě •
Staré Město •
Starý Hrozenkov •
Strání •
Stříbrnice •
Stupava •
Suchá Loz •
Šumice •
Sušice •
Svárov •
Topolná •
Traplice •
Tučapy •
Tupesy •
Uherské Hradiště •
Uherský Brod •
Uherský Ostroh •
Újezdec •
Vápenice •
Vážany •
Velehrad •
Veletiny •
Vlčnov •
Vyškovec •
Záhorovice •
Žítková
Zlámanec •
Zlechov

## Principales villes
Population des dix principales communes du district au 1er janvier 2025 et évolution depuis le 1er janvier 2024 :
| Uherské Hradiště   | 24 887 | en diminution   |
| Uherský Brod       | 16 367 | en diminution   |
| Staré Město        | 9 585  | en diminution   |
| Kunovice           | 5 570  | en augmentation |
| Bojkovice          | 4 422  | en augmentation |
| Hluk               | 4 254  | en diminution   |
| Uherský Ostroh     | 4 209  | en diminution   |
| Ostrožská Nová Ves | 3 401  | en diminution   |
| Nivnice            | 3 378  | en augmentation |
| Strání             | 3 341  | en diminution   |